# Білий попіл
«Білий попіл» — детективний роман у стилі нуар українського письменника та журналіста Ілларіона Павлюка, опублікований у Львові в 2018 році. В оригіналі «Білий попіл» написано російською (переклад українською Михайла Бриниха).

## Написання
В основу написання «Білого попелу» покладено елементи відомого твору Миколи Гоголя «Вій». Завдяки вже відомим для багатьох містичним мотивам, роман набув популярності серед читачів та отримав визнання серед українських критиків. В інтерв'ю для BBC News Україна Ілларіон Павлюк зазначив: 
|  | У цьому детективі зіткнулися професійне, логічне, і те, що не має пояснення. |

## Сюжет
Тарас Білий — головний герой, один з найкращих детективів Києва, що здатен викрити найдосвідченіших шахраїв та розбійників, під час чергового розслідування знаходить собі ворогів — Лисицю та його союзників. У його житті з'являється таємничий незнайомець, що представився як Томаш Болгар, та надалі супроводжує київського сищика, даючи неоднозначні натяки та поради. З того дня життя головного героя наповнюється загадками та таємницями. Трапляється так, що Тарасу Білому доводиться розслідувати заплутану справу про вбивство юної панночки, Соломії Засухи, на хуторі Білий Попіл. Детектив зупиняється в маєтку батьків убитої — сотника Назара Засухи та його дружини Анни. Пан Білий відчайдушно намагається розгадати таємницю цього злочину, в якому всі звинувачують семінариста Хому Брута, проте запитань у нього не меншає, а історія стає ще заплутанішою, адже всі жителі переконані у присутній тут містиці. Хуторяни живуть легендами про демона Вія, беззаперечно дотримуються власних традицій.

## Цитати
«...сором — боязкий. Зате совість — вона голодна! Вона намагається зжерти свого хазяїна. І якщо сором з плином часу слабне, то совість тільки лютішає». 
«Люди теж весь час їдять власні серця! Хіба ти не знаєш? Ви називаєте це совістю». 
«Кажуть, людині без минулого немає жодної винагороди і в майбутньому». 

## Аудіокнига
Наприкінці травня 2024 року на MEGOGO зʼявилася аудіоверсія роману «Білий попіл» із передмовою від автора. Озвучив аудіокнигу актор Роман Куліш. Над виробництвом працювала команда MEGOGO AUDIO.